# Carlos Biggeri
Carlos Biggeri (1908 - 1965) fue un matemático argentino que obtuvo varios prestigiosos premios como el Asociación de Cultura de Argentina, el de la Facultad de Ciencias de Madrid (España) y el de la Institución Mitre.

## Biografía
Carlos Biggeri realizó sus estudios universitarios en la ciudad argentina de La Plata consiguiendo el título de doctor en Ciencias Físicas y Matemáticas. Desarrolló su actividad docente en la Universidad de Buenos Aires y en otros establecimientos de enseñanza media e, incluso, militar. Compaginó la docencia con el trabajo de asesor en la Dirección General de Fabricaciones Militares, en la Academia Nacional de Ciencias y en la Comisión Nacional de Cultura.
Ha publicado numerosas memorias originales y artículos en relavantes revistas científicas argentinas.
En 1936 Carlos Biggeri participa en la fundación de la asociación Unión Matemática Argentina junto con otros relevantes hombres de ciencias de ese país. Junto con la fundación de la asociación se pretende la fundación de una revista, la UMA, que será su órgano de expresión. Esta revista pasó también, en 1945, a ser órgano de expresión de la Asociación Física Argentina. En el prólogo del primer número de la UMA se expresan los principios y propósitos de la asociación en los siguientes términos:

Se propone esta entidad fomentar el evidente progreso de la investigación matemática en la Argentina, mediante reuniones científicas, concursos, etc. y coordinar la labor de los diversos grupos de estudiosos que en el país se ocupan de Matemática Superior, y de los investigadores dispersos en las naciones latinas de América. El creciente desarrollo de la producción matemática en todas ellas, indica la conveniencia de dictar una revista -que será el órgano de la nueva entidad- consagrada exclusivamente a trabajos de investigación de Matemática Superior y Física Teórica.... La entusiasta acogida de la iniciativa por parte de los matemáticos argentinos y las valiosas adhesiones que van llegando de otros países, nos afirman en nuestra fe y nos estimulan a consagrarle todo el esfuerzo para que nuestra obra sea fecunda y duradera.

La asociación es fundada el día 20 de septiembre de 1978 en la ciudad de Santa Rosa en la provincia de La Pampa y queda domiciliada en Buenos Aires manteniendo el mismo ideario y objetivos que la antecesora fundada en 1936.
La asociación suma  a los objetivos iniciales, los de 1936, un nuevo carácter pan-latinoamericano y quiere hacerse eco y ser instrumento de transmisión de las noticias y descubrimientos científicos que se producen en los países de América Latina. En esta nueva refundación señalan:

Sin menoscabo del carácter nacional de la Revista de la Unión Matemática Argentina, y a fin de que sea fiel reflejo de la producción de los países iberoamericanos, figurarán en ella no sólo notas y memorias inéditas, sino también resúmenes de los trabajos de Matemática Superior y Física Teórica realizados en dichos países, y aparecidos en otras publicaciones. La entusiasta acogida de la iniciativa por parte de los matemáticos argentinos y las valiosas adhesiones que ya van llegando de otros países, nos afirman en nuestra fe y nos estimulan a consagrarle todo el esfuerzo necesario para que la obra sea fecunda y duradera